# Exorphine
Exorphine sind Peptide, die durch enzymatische Spaltung aus in Nahrungsmitteln vorhandenen Polypeptiden entstehen. Die Spaltung kann durch Verdauungsenzyme, Tätigkeit von Mikroorganismen oder technische Behandlung (Kochen, Backen) entstehen. Man findet sie z. B. in Getreide, Milch, Kakao, Kaffee. Exorphine wirken wie Opioide, das heißt, sie können an Opioidrezeptoren wirksam werden.
Der Name Exorphine stammt aus der Ähnlichkeit mit den vom Körper selbst produzierten Endorphinen. Ein Zusammenhang zwischen Exorphinen und psychischen Beeinträchtigungen wie Autismus oder Schizophrenie wird diskutiert.
Exorphine sind kurze Ketten aus Aminosäuren, die in längeren Eiweißen sozusagen „versteckt“ sind. Beispiel: Exorphin A5 aus Gluten: Gly-Tyr-Tyr-Pro-Thr. Größere Bedeutung haben das Casomorphin aus der Milchverdauung und das Gliadorphin aus Gluten.

## Forschung
Ende der 1970er Jahre entdeckten Forscher endorphinartige Substanzen in der Milch. Man nannte sie Exorphine, da sie nicht endogen gebildet, sondern exogen zugeführt werden. Später fand man derartige Stoffe auch in anderen Nahrungsmitteln, wenn sie mit Verdauungsenzymen aufgeschlossen wurden, wie etwa Sojamorphine aus Soja.
Intensiver wird zurzeit das Casomorphin aus der Milchverdauung erforscht, da man ein Potenzial zur Krebsbehandlung sieht.

## Physiologie
Casomorphin beruhigt den Nachwuchs, fördert das Trinken und festigt die Mutter-Kind-Beziehung. Auch fungiert es als „Schalter“ für Entwicklungsprozesse.
Exorphine in Pflanzen dienen der Verteidigung gegen Fressfeinde. Sie behindern die Verdauung und wirken fortpflanzungsinhibitorisch, womit sie den Phytoöstrogenen ähneln.